# 7e division de cavalerie (France)
Pour les articles homonymes, voir 7e division.
La 7e division de cavalerie est une division de cavalerie de l'armée de terre française qui a participé à la Première Guerre mondiale.

## Les chefs de corps
- 29 août 1893 - 18 avril 1895: général Jacquemin
- 18 avril 1895 - 14 octobre 1897 : général de Kermartin
- 26 octobre 1897 - 4 décembre 1900 : général Briois
- 21 février 1903 - 24 juin 1906 : général Rouvray
- 10 février 1909 : général Virvaire
- 20 mars 1914 : général Gillain
- 25 août - 28 septembre 1914 : général d'Urbal[1]
- 28 septembre 1914 - 13 janvier 1915 : général Hély d'Oissel[1]
- 13 janvier 1915 - 21 avril 1916 : général Léorat[1]
- 21 avril 1916 - 2 mars 1917 : général Féraud[1]
- 2 mars - 23 juillet 1917 : général Prax[1]

## Avant 1914

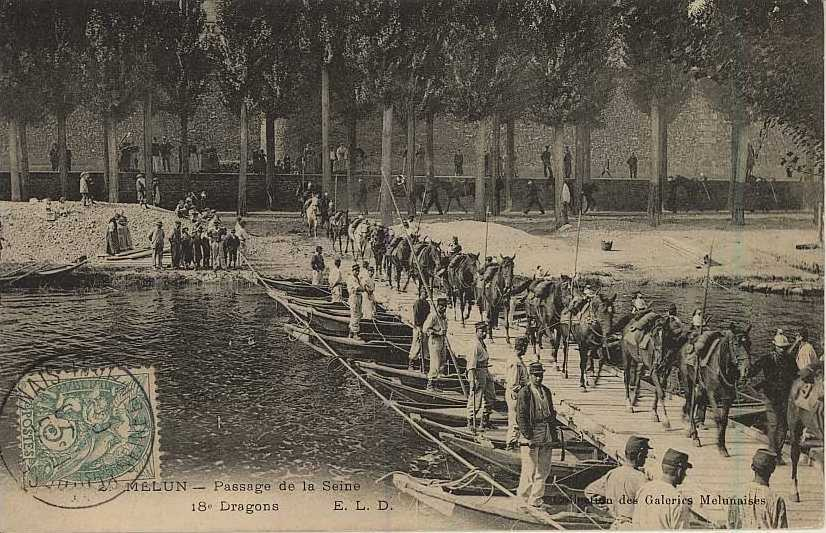
Dragons du de Melun (1re brigade de dragons jusqu'en 1910) traversant la Seine en 1907.

La 7e division de cavalerie est formée en 1893 à Meaux,. Cette installation n'est que provisoire et la division rejoint ensuite Melun.

### Composition
En 1894, la composition de la division est la suivante :
- 1re brigade de dragons - Meaux[6]
  - 13e régiment de cuirassiers (provisoirement) - Chartres[7]
  - 7e régiment de dragons - Provins[8]
  - 18e régiment de dragons - Meaux[2],[9]
- 6e brigade de dragons - Dôle[10]
  - 2e régiment de dragons - Auxonne[11]
  - 19e régiment de dragons - Dôle[12]

En 1906, la composition est :
- 1re brigade de cuirassiers - Tours[13]
  - 5e régiment de cuirassiers - Tours[14]
  - 8e régiment de cuirassiers - Tours[15]
- 1re brigade de dragons - Fontainebleau[5]
  - 7e régiment de dragons - Fontainebleau[16]
  - 18e régiment de dragons - Melun[17]

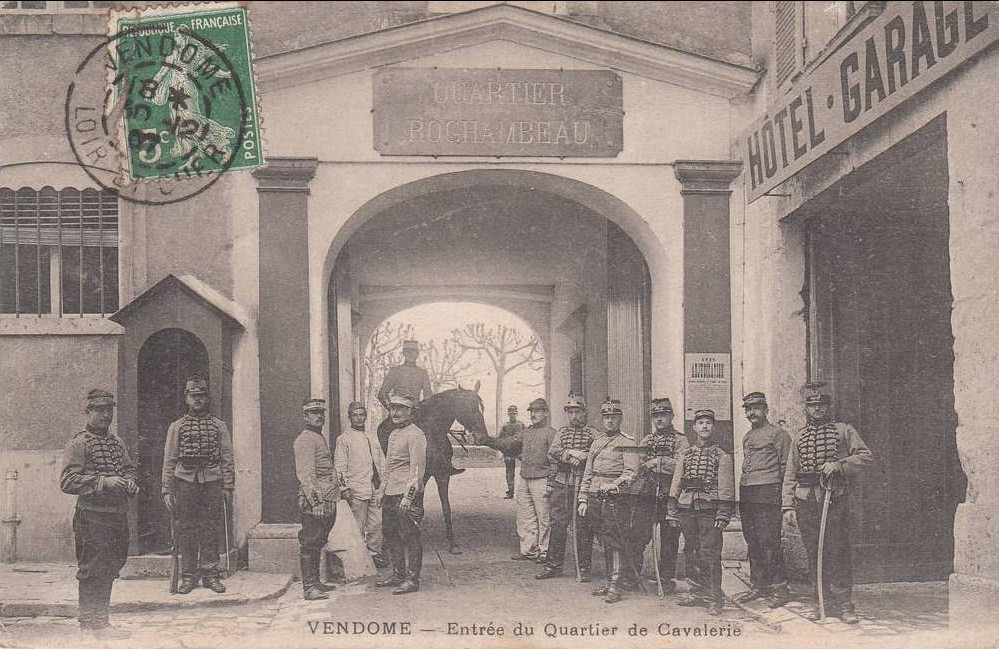
La caserne du à Vendôme au début du XXe siècle.

En 1914, la composition de la division est la suivante :
- 6e brigade de cuirassiers - Saint-Germain-en-Laye[18]
  - 11e régiment de cuirassiers - Saint-Germain-en-Laye[19]
  - 12e régiment de cuirassiers - Rambouillet[19]

- 1re brigade de dragons - Fontainebleau[20]
  - 7e régiment de dragons - Fontainebleau[21]
  - 13e régiment de dragons - Melun[22]

- 7e brigade de cavalerie légère - Vendôme[20],[23]
  - 1er régiment de chasseurs à cheval - Châteaudun[24]
  - 20e régiment de chasseurs à cheval - Vendôme[25]
- 7e groupe cycliste du 4e bataillon de chasseurs à pied - Fontainebleau[20]
- 4e groupe à cheval du 30e régiment d'artillerie de campagne - Orléans[20]

## La Première Guerre mondiale

### Composition
- 6e brigade de cuirassiers (jusqu'en juin 1916)[26] :
  - 11e régiment de cuirassiers (passe à pied en juin 1916 et rejoint la 5e division de cavalerie)
  - 12e régiment de cuirassiers (passe à pied en juin 1916)
- 1re brigade de dragons[26] :
  - 7e régiment de dragons
  - 13e régiment de dragons
- 7e brigade de cavalerie légère[26] :
  - 1er régiment de chasseurs à cheval
  - 10e régiment de chasseurs à cheval (à partir de janvier 1915, en provenance du 32e corps d'armée, puis retourne au 32e CA en février 1916)
  - 20e régiment de chasseurs à cheval (détruit à 80 % en novembre 1914 puis reconstitué à partir de juillet 1915)
- 15e brigade de dragons (à partir de juin 1916, en provenance de la 10e DC dissoute)[26] :
  - 10e régiment de dragons
  - 19e régiment de dragons
- Cavalerie à pied[26] :
  - 7e groupe léger (formé en novembre 1914 avec un escadron de chaque régiment)
  - 12e régiment de cuirassiers à pied (passé à pied en juin 1916)
- 7e groupe cycliste du 4e bataillon de chasseurs à pied[26],[27]
- 4e groupe à cheval du 30e régiment d'artillerie de campagne[26]
- Sapeurs cyclistes du 1er régiment du génie[26],[27]
- Détachement de transmissions du 8e régiment du génie
- Groupes d'automitrailleuses et autocanons[26] :
  - 6e GAMAC (à partir de décembre 1914)
  - 16e  GAMAC (à partir de novembre 1915)

### Historique

#### 1914
- Mobilisée dans les 4e et 5e régions et dans le gouvernement militaire de Paris[28].
- 1er - 3 août : transport par VF dans la région d'Apremont[28].
- 3 - 22 août : en couverture vers Fresnes-en-Woëvre[28].
- 22 - 23 août : engagée dans la bataille des Ardennes. Combats vers Audun-le-Roman et Spincourt[28].
- 23 août - 6 septembre : repli sur les Hauts-de-Meuse ; puis mouvement vers l'Argonne et repli vers Vavincourt[28].
  - Le 25 août[1], le général Gillain est limogé car sa division, épuisée par des marches et contre-marches stériles, n'a pas assez soutenu l'infanterie dans la bataille au goût du commandement[29].
- 6 - 12 septembre : engagée dans la bataille de la Marne, (bataille de Revigny). Combats en Argonne ; du 9 au 12 septembre défense des passages de la Meuse vers Saint-Mihiel[28].
- 12 - 21 septembre : mouvement vers la région de Verdun ; offensives vers Étain et Spincourt, puis vers Doncourt-aux-Templiers[28].
- 21 - 30 septembre : engagée dans la bataille de Flirey, défense des Hauts-de-Meuse. Combats vers Apremont et Liouville[28].
- 30 septembre - 4 octobre : retrait du front et transport par VF dans la région d'Armentières.
- 4 - 16 octobre : engagée dans la première bataille d'Artois, puis dans la première bataille des Flandres. Défenses des passages de la Deûle (région de Lille) et de la Lys. Combats de Neuve-Chapelle et de Richebourg-l'Avoué[28].
- 16 octobre - 17 novembre : mouvement vers l'Yser. Engagée dans la bataille de l'Yser, puis dans la bataille d'Ypres[28],[29]. Combats de Staden, d'Houthulst, d'Hooglede et de Poelcappelle[28].
- 17 novembre - 5 décembre : retrait du front ; repos vers Wormhout[30].
- 5 - 29 décembre : occupation d'un secteur dans la région de Dixmude[30].
- 29 décembre 1914 - 6 février 1915 : retrait du front ; repos vers Wormhout[30].

#### 1915
- 6 février - 8 mai : mouvement vers le sud ; repos dans la région Auxi-le-Château, Saint-Pol (éléments en secteur vers Bailleulval)[30].
- 8 mai - 30 août : mouvement vers Avesnes-le-Comte. Tenue prête à intervenir, en vue de la poursuite, dans les offensives du 9 mai et du 16 juin (seconde bataille d'Artois). Puis retour vers Auxi-le-Château (éléments en secteur vers Neuville-Saint-Vaast et la fosse Calonne)[30].
- 30 août - 11 septembre : mouvement vers Conty ; repos[30].
- 11 septembre - 18 octobre : transport par VF dans la région de Sézanne, puis à partir du 20 septembre mouvement vers Suippes. Tenue prête à intervenir, en vue de la poursuite, dans la seconde bataille de Champagne (éléments à pied engagés vers Souain)[30].
- 18 - 26 octobre : mouvement vers Champaubert ; repos[30].
- 26 octobre 1915 - 8 juillet 1916 : mouvement vers le front et occupation d'un secteur entre la ferme des Marquises et le nord-est de Prosnes, réduit légèrement à droite du 5 au 23 mai[30].

#### 1916
- 8 juillet - 17 novembre : transport par VF dans la région de Breteuil ; instruction au camp de Crèvecœur, puis du 15 août au 5 septembre vers Auneuil. Du 5 au 29 septembre, instruction vers Saint-Just-en-Chaussée et du 29 septembre au 16 novembre vers Auneuil (éléments en secteur vers Tracy-le-Val et Lihons[30].
- 17 novembre 1916 - 15 janvier 1917 : mouvement vers Château-Thierry ; à partir du 2 décembre, occupation d'un secteur entre l'est de Soissons et Pernant[30].

#### 1917
- 15 janvier - 9 mars : retrait du front (éléments en secteur jusqu'au 20 janvier) ; puis mouvement vers Provins ; repos et instruction[31].
- 9 mars - 8 avril : mouvement vers le camp de Mailly ; instruction[31].
- 8 - 18 avril : mouvement vers Fismes. Tenue prête à intervenir, en vue de la poursuite dans la bataille du Chemin des Dames ; non engagée (éléments engagés à pied du 12 avril au 5 mai, vers les Cavaliers de Courcy)[31].
- 18 avril - 27 mai : mouvement vers le sud, puis repos vers Anglure et Fère-Champenoise (à partir du 5 mai, éléments en secteur dans la région de Reims)[31].
- 27 mai - 21 juin : mouvement vers le front et occupation (avec des éléments des 2e, 4e DC) d'un secteur vers la ferme des Marquises et les abords est de Reims[31].
- 21 juin - 23 juillet : retrait du front (éléments en secteur jusqu'au 23 juillet) ; repos vers Anglure et Fère-Champenoise[31].
- 23 juillet : dissolution[31].